# ATI Technologies
ATI Technologies Inc. è stata un'importante azienda canadese produttrice di GPU e schede video per computer, appartenente dal 2006 alla Advanced Micro Devices (AMD). Fondata nel 1985 ha il suo quartier generale a Markham in Canada.
ATI nasce come una compagnia di semiconduttori ma, tuttavia, si è sempre focalizzata al settore ricerca e sviluppo che conduceva all'interno dell'azienda mentre sub-appaltava tutte le fasi della produzione e dell'assemblaggio delle schede video ad aziende terze, la più famosa delle quali è la Sapphire Technology. La catena produttiva di un semiconduttore coinvolge più soggetti: la fabbrica di semiconduttori, in genere (UMC e TSMC), che produce i wafer dei processori, la test-house che effettua i test per evidenziare eventuali difetti e li classifica a seconda delle caratteristiche prestazionali, il packager seleziona e classifica i prodotti in base alle prestazioni e li prepara per la vendita.
In altri termini ATI, e tutte le industrie fabless, devono spedire gli ordini mesi prima della prevista vendita: i pezzi prodotti vengono poi immagazzinati fino al lancio sul mercato. Il lungo lasso di tempo tra l'ordine, la produzione e la messa in vendita del prodotto, combinato alle incertezze di mercato produce, a volte, sbilanciamenti tra la domanda e l'offerta, che sono all'origine dei mutamenti dei prezzi dei prodotti informatici che spesso si verificano nel mondo dell'informatica.

## Storia
Fondata da tre immigrati di origine cinese, K. Y. Ho, Benny Lau, Lee Lau, e uno di origine olandese, Adrian Hartog, ATI nacque come azienda OEM, producendo chip grafici integrati per molti PC IBM. Nel 1987 iniziò a commerciare schede video indipendenti tra cui le schede EGA Wonder e VGA Wonder.
Nel 1997 ATI acquistò la divisione grafica dei Tseng Labs, per la quale lavoravano 40 ingegneri. Nel 2000, ATI acquistò ArtX, la compagnia che costruiva il chip grafico "Flipper" utilizzata nei giochi della console Nintendo GameCube, accordandosi inoltre con Nintendo per il progetto del chip per la console erede del GameCube, chiamata Wii. ATI produce anche Xenos, il chip grafico per la Xbox 360 di Microsoft.
K.Y. Ho rimase come direttore dell'azienda finché non si ritirò il 22 novembre 2005.  L'ultimo Presidente e Amministratore Delegato è stato David E. Orton, proveniente da ArtX.
Dal 24 luglio del 2006 ATI è entrata a far parte integralmente di AMD. Per acquisire tutte le azioni ATI, AMD ha speso 5.4 miliardi di dollari statunitensi, la transazione si è chiusa nell'ottobre del 2006. Nel pacchetto di acquisizione è inclusa la divisione che produce i chipset per i processori Intel, AMD ne ha quindi ottenuto la licenza per diversi brevetti (tra cui quello del bus Quad Pumped).
Il 30 agosto 2010 AMD dismette il marchio ATI scegliendo di commercializzare le schede video solo con il marchio AMD a partire dalla generazione Radeon HD 6000 series

## Prodotti
ATI è rimasta per molto tempo attiva in sviluppo e progettazione di GPU di ultima generazione (graphics processing unit, che ATI chiama anche VPU, visual processing unit) per PC, versioni integrate di schede video per portatili (chiamate "Mobility Radeon"), PDA e cellulari ("Imageon"), schede madri ad alta integrazione per PC ("Radeon IGP"), set-top box ("Xilleon") e altri segmenti di mercato. Grazie a questa grande varietà di prodotti, ATI è stata tradizionalmente l'azienda dominante nel mercato OEM e quello multimediale.
Nel 2005, ATI ha annunciato che fu concluso un contratto con produttori di CPU e Schede madri, in particolare con ASUS e Intel, per creare soluzioni Grafiche 3D integrate per la nuova gamma di schede madri di Intel che sarà messa in commercio con la nuova gamma basata su Pentium M per processori desktop. Questa soluzione di ATI fornirà efficacemente la gamma di Intel di schede video integrate per i pc desktop. Comunque, le schede di ultima generazione con chip grafico integrato useranno lo stesso l'IGP (Processore Grafico Integrato) di Intel.

## Alcune serie prodotte
ATI ha prodotto numerosi tipi e modelli di schede video. Ogni generazione ha un numero o una lettera che la identifica.
Queste sono le serie obsolete, e fuori dalla produzione e dalla commercializzazione ufficiale:
| Serie                | Anno | Chip             | Fascia                                                                                              | Fascia                         | Fascia                                      | Dettagli |
| Serie                | Anno | Chip             | Bassa                                                                                               | Media                          | Alta                                        | Dettagli |
| -------------------- | ---- | ---------------- | --------------------------------------------------------------------------------------------------- | ------------------------------ | ------------------------------------------- | --- |
| 9000                 | 2002 | R300 RV350       | Le schede Radeon 9000/9100/9200/9250 sono basate sui chip della precedente generazione RV250/RV280  | 9500, 9550, 9600 (SE, PRO, XT) | 9700, 9800 (SE, PRO, XT)                    | Tutte le seguenti schede video sono AGP La scheda video 9800 Pro versione 256 MB introduce le memorie GDDR2. |
| X000                 | 2004 | R400             | Le schede Radeon X300/X550/X600/X1050 sono basate sui chip della precedente generazione RV370/RV380 | X700, X700 PRO                 | X800 SE, PRO, XL, XT e PE X850 PRO, XT e PE | Questa serie introduce il PCI-Express |
| X1000                | 2005 | R500             | X1300 PRO, XT e HyperMemory X1550                                                                   | X1600 PRO, XT X1650            | X1800 X1950                                 | La fascia media è disponibile anche AGP |
| HD2000 (anche X2000) | 2007 | R600             | HD2400 PRO, XT                                                                                      | HD2600 PRO, XT                 | HD2900 GT, PRO, XT                          | Sono le prime schede video Ati a supportare le librerie DirectX 10 e lo shader model 4.0 |
| HD3000               | 2007 | R600             | -                                                                                                   | HD3650                         | HD3850 HD3870 (e le relative versioni x2)   | Diversamente da quanto si può pensare leggendo la sigla, appartengono alla stessa generazione di schede HD2000 infatti montano il chip grafico RV670 |
| HD4000               | 2008 | R700             | HD4650 HD4670                                                                                       | HD4770 HD4870                  | HD4850x2 HD4870x2 (Dual-GPU)                | Questa serie è equipaggiata con il chip grafico RV770. Il nuovo chip si basa sulla stessa architettura di RV670 ma con migliorie dell'architettura. Il chip contiene più del doppio delle ALU e degli Stream Processors, nonché il doppio delle TMU rispetto a RV670.                 |
| HD5000               | 2009 | R800 (Evergreen) | HD 5450 HD 5500                                                                                     | HD 5670 HD 5700                | HD 5800 HD 5970                             | Frutto di un raddoppio di pressoché tutte le componenti del chip di generazione precedente. Offre un pieno supporto alle librerie Directx 11 implementate in Windows 7 e sarà l'ultima serie brandizzata ATI, d'ora in avanti le nuove serie saranno commercializzate come AMD Radeon |
| FirePro              | -    | -                | -                                                                                                   | -                              | -                                           | Serie che dedica particolare attenzione alle OpenGL e che è adatta per usi professionali come il CAD e poco per i videogiochi |

La serie HD2000, basata sul processore grafico R600, è sicuramente la serie più controversa tra quelle citate. Ciò a causa di alcune scelte poco oculate operate a livello progettuale, come il controller di memoria ring bus (poi eliminato nella serie 4000) o la scarsa attenzione per le operazioni di texturing, ed alcune difficoltà con l'architettura VLIW.
In ogni generazione di schede video c'è stato un aumento o un upgrade delle tecnologie di costruzione come le pipeline, gli shader model, (come nel caso della serie X000 e la X1000 che hanno visto il passaggio dallo shader 2.0b allo shader 3.0) e spesso anche i dissipatori (gli ultimi dissipatori presentati da ATI si sono rivelati soluzioni dual slot ovvero dissipatori così grandi da occupare due slot del PC).

## CrossFire
Il CrossFire è una tecnologia che permette a due schede video di lavorare assieme avendo come risultato prestazioni più alte rispetto ad una scheda singola ottenendo incrementi prestazionali quantificabili in un 50-60%. In pratica, se stiamo giocando, il CrossFire si occupa di dividere il quadro in due parti differenti(solitamente dividendo lo schermo a scacchiera, in due sezioni verticali o orizzontali oppure facendo calcolare ad ogni GPU un'immagine completa a turno) e poi assegna a ciascuna GPU una parte del lavoro.
ATI, non contenta dell'incremento prestazionale raggiunto, ha creato con l'introduzione di CrossFireX, il "Triple CrossFire" nel quale alle due schede usate nel CrossFire originale se ne aggiunge una terza. In questo tipo di elaborazione il programma tende a vedere le schede separate come se fossero effettivamente una singola attraverso i driver, dividendo i calcoli e non la scena, consentendo una potenza superiore. Questo genere di approccio può venire sfruttato con profitto nelle applicazioni GPGPU con le librerie CTM.
Dalla serie HD 4000 per le schede top di gamma è stato aggiunto il supporto ad un CrossFire con quattro GPU (quattro schede a processore singolo o due a doppio processore come la Radeon 4870x2, o la più recente HD 5970) anche se in questo caso l'incremento prestazionale è minore a causa dei colli di bottiglia nei driver e per la scarsa ottimizzazione delle applicazioni per questo tipo di scenario.